# Terokhada
Terokhada är ett underdistrikt i Bangladesh. Det ligger i den centrala delen av landet, 120 km sydväst om huvudstaden Dhaka.
Trakten runt Terokhada består huvudsakligen av våtmarker. Runt Terokhada är det tätbefolkat, med 735 invånare per kvadratkilometer.